# Tomáš Wiesner
Tomáš Wiesner (Praga, 17 de julio de 1997) es un futbolista checo que juega en la demarcación de defensa para el AC Sparta Praga de la Liga de Fútbol de la República Checa.

## Selección nacional
Tras jugar con las categorías inferiores de la selección, finalmente el 5 de septiembre de 2021 hizo su debut con la selección de República Checa en un partido de clasificación para la Copa Mundial de Fútbol de 2022 contra Bélgica que finalizó con un resultado de 3-0 a favor del combinado belga tras los goles de Romelu Lukaku, Eden Hazard y Alexis Saelemaekers.

## Clubes
| Club                                | País            | Año       | Partidos | Goles |
| ----------------------------------- | --------------- | --------- | -------- | ----- |
| AC Sparta Praga                     | República Checa | 2015-2016 | 1        | 0     |
| FC Sellier & Bellot Vlašim (cedido) | República Checa | 2016-2017 | 34       | 1     |
| FC Slovan Liberec (cedido)          | República Checa | 2017-2018 | 7        | 0     |
| AC Sparta Praga                     | República Checa | 2018      | 7        | 0     |
| FK Mladá Boleslav (cedido)          | República Checa | 2019-2020 | 11       | 0     |
| AC Sparta Praga II                  | República Checa | 2022      | 1        | 0     |
| AC Sparta Praga                     | República Checa | 2020-     | 171      | 14    |

## Palmarés

### Títulos nacionales
| Título                               | Club               | País            | Año  |
| ------------------------------------ | ------------------ | --------------- | ---- |
| Liga de Fútbol de la República Checa | A. C. Sparta Praga | República Checa | 2023 |
| Liga de Fútbol de la República Checa | A. C. Sparta Praga | República Checa | 2024 |
| Copa de la República Checa           | A. C. Sparta Praga | República Checa | 2024 |